# Княжичі (Шосткинський район)
Кня́жичі —  село в Україні, у Свеській селищній громаді Шосткинського району Сумської області. Населення становить 477 осіб. До 2020 орган місцевого самоврядування — Княжицька сільська рада.
Після ліквідації Ямпільського району 19 липня 2020 року село увійшло до Шосткинського району.

## Географія
Село Княжичі знаходиться на березі річки Свіса (в основному на лівому березі), вище за течією на відстані 3 км розташоване село Пустогород, нижче за течією примикає село Гирине. На річці велика загата.
Село розташоване за 9 км від найближчої залізничної станції Есмань. Славиться найбільшим у колишньому Ямпільському районі ставком площею 87 га. Є корисні копалини: торф, глина червона та біла.

## Історія
Село Княжичі, за припущеннями істориків, виникло ще за часів Старої, Святої, Княжої, Київської Русі. Назва села підказує, що воно було, скоріш за все заміським господарським маєтком Князя Глухівського.  Город Глухів вперше згадується в Іпатіївському Літописі під 1152 р., як місто Князівства Чернігівського. З другої половини XIII ст. Город стає Столицею Князівства Глухівського.
Можемо припустити, що село Княжичі могло виникнути близько 1200 року і як і інші села з такою ж назвою слугувало місцем проживання малолітніх дітей місцевого Князя. Поблизу села були знайдені предмети часів Київської Русі. В 1239 році Глухів був захоплений монголо-татарами, але не був зруйнований. Князь Семен Михайлович, третій син чернігівського князя Михайла, залишився власником Глухова та Новосиля. Його потомки володіли Глуховом до 1350 року доки Глухівщина не підпала під владу Великого князівства Литовського.
У 1352 році на території нашого краю набула поширення епідемія чуми. Вимирали люди цілими селами. Край став безлюдним.  Під владою Литви Глухівське князівство проіснувало до поч. XV ст., але ніяких документальних згадок навіть про місто Глухів за цей час не збереглося.
У 1503 році московський князь Іван III відвоював у Литовської держави землі Чернігово-Сіверщини і таким чином наш край потрапив під владу Москви. У 1619 році за Деулинським перемир’ям землі від Чернігова до Глухова відійшли під владу Польської держави. Тут у 1635 році було утворено Чернігівське воєводство. В цей час розвиваються господарські зв’язки українських земель з сусідніми країнами. Важливим торговельним шляхом був шлях з Києва до Москви, який проходив через міста Ніжин, Батурин, Глухів. Наш край знаходиться на цьому важливому шляху. Між Польщею та Московською державою кордон було остаточно встановлено  у 1644-1645 рр. Село Княжичі опинилось поблизу кордону з Московією. Ця межа по р. Клевень до с. Сопич, потім на північ до р. Івотки збереглася в основному до нашого часу. За часів польської влади землі нашого краю частково переходять польським панам. Так села  Гирине, Сварково та деякі інші належало польському шляхтичу Пісочинському, а с. Пустогород – Миховському. Княжичі залишилось вільним селом, а з  часів гетьмана Б. Хмельницького було під правлінням сотника глухівської сотні Ніжинського полку.
У 1684 році ще за часів гетьмана Самойловича царською грамотою Яків Жураковський отримав у володіння млин в с. Гирине на р. Свесі і при тому млині десять дворів.  17 грудня 1710 року гетьман Скоропадський видав універсал в якому закріпив за сином Якова генеральним осавулом Василем Жураковським серед інших маєтностей і ці володіння під селом Княжичі («особливо на мелницу о двохъ колесахъ мучнихъ, а третемъ ступномъ подъ селомъ Княжичамы, з гаями и сѣножатми стоящіи»). Згодом В.Жураковський докупив собі ще землі в Княжичах і збудував там хутір (більше десяти хат). 15 січня 1714 року гетьман універсалом підтверджує володіння В. Жураковського, у тому числі і в с. Княжичі. 2 грудня 1720 року Скоропадський своїм універсалом передає йому у повне володіння все село Княжичі разом з селянами, які там проживали, а 31 березня 1721 році Петро І жалуваною грамотою закріпив всі маєтності Василя Жураковського.
30 травня 1723 р. Василю Жураковському та генеральному бунчужному Якову Лизогубу було доручено «правленіе Малороссійское» від наказного гетьмана Павла Полуботка. В січні 1724 р. В. Жураковський був заарештований бригадиром Румянцевим в справі Полуботка і відправлений до Петербурга, де знаходився під арештом цілий рік. Звільнений після смерті Петра І з наказом жити в Петербурзі. Потім мешкав в Москві (з 1727) під наглядом. На початку 1728 р. був відпущений на батьківщину.
У 1730 р. В.Жураковський помер. Село Княжичі відійшло Василевій донці Феодосії, яка була дружиною Григорія Кулябки. У 1731 р. Гаврило Жураковський (мабуть якийсь родич) захопив її спадковий гай.  За даними 1736 року у Княжичах проживало 36 козаків та 23 посполитих селянина. В тому ж 1736 році Григорій Кулябка помер, а в наступному померла і Феодосія.  Маєтність у Княжичах перейшла малолітнім донькам Григорія та Феодосії – Ганні та Тетяні.
У щоденнику Я.Марковича зятя П. Полуботка  під 1738 роком записано таке:
11 серпня  був перший мороз.                                                                                                                                  31 серпня – «моровая язва» проявилась за селом Княжичі в хуторі якогось Степаненка.                     
24 вересня – від великої посухи  обміліла річка Клевень, зупинились млини. Навіть старі люди не пам’ятають 
щоб таке колись було.
У жовтні Маркович писав, що глухівський отаман збирав до 400 чоловік по навколишніх селах для створення варти навколо сіл Княжичі та Гирине, де з’явилась «морова язва».
«Моровою язвою» називали інфекційну хворобу – чуму. Про цю «моровую язву» піклувалася навіть цариця Анна Іванівна. Вона вже 21 серпня 1738 року з Глухова одержала донесення про «морову язву» на хуторі Степаненка. Їй повідомляли, що живих людей з хутора вивели в пусте місце, а хутір разом з домашніми тваринами спалили. Навколо небезпечних місць були поставлена варта для пропуску людей. Вона наказала  «къ препятствованию расширенія той опасной болѣзни всѣ удобь-вымышленные способы применять».
Своїм указом від З жовтня 1738 року цариця дала розпорядження генерал-фельдмаршалу Мініху створити застави для забезпечення кур’єрів, які перевозять пошту. Кур’єри повинні були оминати небезпечні місця і навіть Глухів, листи переписувати і передавати їх на списі через полум’я або стрілою.
Можливо ще за часів Якова Жураковського (на межі XVII-XVIII століть) у с. Княжичі була збудована дерев’яна церква Святого великомученика Димитрія. У 1745 р. священик та прихожани цього храму писали: «приходская церковь, чрезъ многія лѣта стоячи, безъ поновленія, обветшала, подвалины подгнили и кришка, за тѣм подъ часъ дождеваго ліяния и течь имѣется».
У першій чверті XIX ст.. землевласником в с. Княжичі був Василь Артемійович Лашкевич, підпоручик. Разом з братом Степаном володів в селах Полковнича Слобода, Щебри і Княжичі Глухівського повіту та в селі Суходолі Стародубського повіту 350 селянами.  В.А.Лашкевич  в 1821-1828 рр. збудував кам’яну Воскресенську церкву, бо на той час  стара дерев’яна церква Святого великомученика Димитрія вже була в дуже поганому стані. В селі продовжували відмічати храмове свято на Димитрія  8 листопада. Помер В.А. Лашкевич в 1829 р. і був похований в Воскресенській церкві напроти олтаря. На могильній плиті було написано: «Строитель Св. храма сего Подпоручикъ Василій Артемиевичъ Лашкевичъ, родился 1754 года Февраля 3 дня, умеръ 1829 г. 25 Іюля. Всей жизни его было семьдесят пять лѣтъ пять мѣсяцевъ и двадцать два дня; погребенъ против алтаря, здѣсь и гробница его. Любопытствующій, помолиси объ немъ, да причтетъ его Господь къ лику избранныхъ своихъ».  Поміщик власної сім’ї не мав і його маєтності перейшли у спадок його двоюрідній внучатій племінниці Анастасії Іванівні Лашкевич, яка вийшла заміж за Дмитра Федоровича Красовського. Нові власники оселились в селі Степанівка поблизу Княжич.
У 1859 році проживало в селі 968 чол.

## Сьогодення
На території сільської ради працює фермерське селянське господарство «Некрасівське» та ТОВ «Нива». На території села працює Княжицька ЗОШ І-ІІІ ст., ФАП, будинок культури, бібліотечна філія Ямпільської ЦБС, поштове відділення.

## Відомі люди
- Бугай Володимир Віталійович — український військовик, учасник російсько-української війни[2].
- Сагайдачний Павло Порфирович — командир відділення розвідки 314-го артилерійського полку 149-ї Новгород-Волинської Червонопрапорної стрілецької дивізії 3-ї гвардійської армії 1-го Українського фронту. Генерал-майор. Герой Радянського Союзу.
- Смолічев Петро Іванович — український археолог.
- Захава Павло Дмитрович  — знаменитий майстер на Тульському збройовому заводі